# Jack Cheetham
John Erskine Cheetham (26 de mayo de 1920 - 21 de agosto de 1980) fue un jugador de críquet sudafricano que jugó en 24 partidos de prueba entre 1949 y 1955, capitaneando a Sudáfrica en sus últimos 15 partidos de prueba. Más tarde, se desempeñó como presidente de la Asociación Sudafricana de Críquet.

## Carrera como jugador de críquet
Como bateador de medio orden, Cheetham fue capitán de Sudáfrica de 1952 a 1955, llevándolos a una serie empatada en Australia en 1952-53, victorias fuera y en casa contra Nueva Zelanda en la temporada 1952-53 y la temporada 1953-54, y una estrecha derrota por 3-2 en Inglaterra en 1955.
Jugó para Western Province desde 1939-40 hasta 1954-55. Jugando contra Orange Free State en diciembre de 1951, anotó 271 no out, que fue la puntuación más alta jamás lograda en la Currie Cup. Cinco días después, Eric Rowan le arrebató el récord, con 277 no out para Transvaal contra Griqualand West.
Rodney Hartman dijo de él: "Cheetham, el arquetipo de caballero, encarnaba las mejores virtudes del juego limpio y el esfuerzo humano, y siempre fue considerado el tipo de hombre ideal para capitanear su país".

## Administración de críquet
Cheetham se convirtió en administrador, llegando a servir como presidente de la Asociación Sudafricana de Críquet (SACA) en 1969. Como administrador popular y eficiente, "no era una persona particularmente política" y se vio atrapado en el lío político que comenzó a dañar al críquet sudafricano en ese momento.
Durante el caso D'Oliveira en 1968, cuando Cheetham era vicepresidente de la SACA, el régimen del apartheid lo utilizó como emisario ante el MCC en sus esfuerzos por asegurar que Basil D'Oliveira, un jugador de críquet nacido en Sudáfrica de raza mixta, no fuera seleccionado para representar a Inglaterra en la próxima gira por Sudáfrica. En ese momento, la SACA apoyaba la segregación de todo el deporte, según lo requerido por el régimen. A su llegada a Inglaterra, Cheetham entregó una carta de la SACA que no prometía nada sobre D'Oliveira, y luego fue utilizado por el MCC para entregar un mensaje de vuelta a Sudáfrica de que "el MCC haría casi cualquier cosa para asegurar que la gira continúe".
A finales de 1969, ansioso por que Sudáfrica continuara siendo una nación que juega al cricket de prueba, Cheetham anunció que en el futuro todos los equipos sudafricanos serían seleccionados por mérito, independientemente de la raza. Su declaración fue inmediatamente repudiada por el primer ministro, John Vorster, en su discurso de Año Nuevo. Cheetham continuó esforzándose sin éxito por encontrar una manera de hacer que el críquet sudafricano fuera aceptable para el resto de las naciones que juegan al críquet hasta que se retiró de la presidencia en 1972.

## Fuera del críquet
Cheetham sirvió en Medio Oriente durante la Segunda Guerra Mundial. Se graduó de la Universidad de Ciudad del Cabo y trabajó como ingeniero para la empresa constructora Murray & Roberts y luego como director. Después de su muerte, la empresa instituyó el Premio Conmemorativo Jack Cheetham para reconocer a aquellos que han realizado un trabajo destacado promoviendo el deporte en comunidades desfavorecidas.

## Libros de Cheetham
- Atrapado por los Springboks (1953) (sobre la gira sudafricana por Australia y Nueva Zelanda, 1952-53)
- Yo Declaro (1956) (sobre la gira sudafricana por Inglaterra, 1955)